# 中日韩三国合作秘书处
中日韩合作秘书处（日语：／*/?；韩语：／*/?）是经中华人民共和国、日本国和大韩民国三国政府批准建立的政府间国际组织，旨在为三国磋商机制运行和管理提供支持，为探讨和实施合作项目提供便利，促进三国间的持久和平、普遍繁荣、共同文化。具体职能包括支持三国磋商机制、开展合作项目、宣传三国合作、与其他国际组织交流合作，以及研究和资料库编撰等。
根据三国政府共同签署并批准的协议，秘书处于2011年9月在首尔正式成立，运营费用由三方共同承担。

## 成立背景

### 三国合作的发展
1999年11月，中日韩三国领导人在东盟+中日韩（10+3）领导人会议期间以早餐会形式举行会晤，标志着三国合作机制正式启动。因此1999年又被称为中日韩合作元年。2007年的东盟与中日韩领导人会议上，三国决定单独举行中日韩领导人会议。2008年12月，首届中日韩领导人会议在日本福冈举行。2019年12月，第八次中日韩领导人会议在中国成都举行，会议发表《中日韩合作未来十年展望》。

### 中日韩合作秘书处的成立
2009年，在中国北京举行的第二次中日韩领导人会议期间，三国决定设立中日韩合作秘书处，为三国合作框架中的各合作机制提供支持。2010年在韩国济州岛举行的第三次领导人会议期间，三国外长签署了《中华人民共和国、大韩民国和日本国政府关于建立三国合作秘书处的备忘录》，同意于2011年在韩国建立秘书处。2010年12月，三国政府签署《中华人民共和国政府、日本国政府和大韩民国政府关于建立三国合作秘书处的协议》。2011年9月，中日韩合作秘书处在韩国首尔正式成立。

## 组织结构
秘书处由协商委员会和政治事务处、经济事务处、社会和文化事务处、管理和协调处等四个职能部门构成。

### 协商委员会
协商委员会是秘书处的决策机构，由一名秘书长和两名副秘书长组成。秘书长由三方按照大韩民国、日本国和中华人民共和国的顺序轮流提名，由三国外长会议任命，任期两年。秘书长所属国家以外的其他两国各提名一名副秘书长，由三国外长会议任命，任期同樣为两年。秘書長和副秘書長人選大都是三國的外交部人員。但沒有明文規定不可以代表國家連任。
| 协商委员会           | 秘书长   | 副秘书长 | 副秘书长   |
| 第一届 2011.9-2013.8 | 申凤吉   | 松川瑠衣 | 毛宁       |
| 第二届 2013.9-2015.8 | 岩谷滋雄 | 陈峰     | 李钟宪     |
| 第三届 2015.9-2017.8 | 杨厚兰   | 李钟宪   | 梅泽彰马   |
| 第四届 2017.9-2019.8 | 李钟宪   | 山本恭司 | 韩梅       |
| 第五届 2019.9-2021.8 | 道上尚史 | 曹静     | 姜度好     |
| 第六届 2021.9-2023.8 | 欧渤芊   | 白范钦   | 坂田奈津子 |
| 第七届 2023.9-2025.8 | 李熙燮   | 图师执二 | 颜亮       |

### 职能部门
协商委员会下设政治事务处、经济事务处、社会与文化事务处以及管理和协调处四个职能部门。每个部门由三国政府派驻的专家职员和面向三国公开招聘的一般服务职员组成。

## 旗舰项目

### 中日韩合作国际论坛
中日韩合作国际论坛是中日韩合作秘书处年度旗舰项目之一，每年在三国间轮流举办。以论坛为平台，中日韩三国政治、经济、文化、教育、媒体等各界知名人士齐聚一堂，就三国间政治环境、经贸合作及社会文化交流等交换看法，为三国合作提供智力支持。中日韩合作国际论坛前身为2011年由韩国外交通商部和世宗研究所在韩国首尔举办的“2011中日韩国际学术研讨会”。该研讨会是为纪念在首尔成立的三国合作秘书处而举办的，主题为“为了和平与共同繁荣的东北亚新时代暨中日韩三国合作秘书处创立纪念”。从2012年起，中日韩国际学术研讨会更名为“中日韩合作国际论坛”，并由中日韩合作秘书处主办。从2014年开始，论坛轮流在韩、日、中三国举办。从2011到2022年，论坛得到了三国权威媒体的大力支持，人民日报、朝日新闻和朝鲜日报为历届论坛的媒体合作伙伴。
| 时间 地点                      | 主题                                                           | 分论坛 |
| 2011.10.19 首尔                | 为了和平与共同繁荣的东北亚新时代暨中日韩三国合作秘书处创立纪念 | 1. 东北亚地区合作视野——探讨东北亚和平共同体的可能性 2. 东北亚经济共同体的可能性探索——中日韩经济共同体的课题和展望 3. 三国合作秘书处成立的意义以及今后的角色——探索三国合作秘书处的重点项目 |
| 2012.10.15 首尔                | 2012：变革之年与三国合作                                       | 1. 变革时代的东北亚 2. 加强经济合作与一体化建设 3. 具体倡议——拓展三国合作的新视野 4. 三国合作秘书处职能                                                                                   |
| 2014.4.15 首尔                 | 异中有同：塑造东亚身份认同和共同体认识                         | 1. 变数中寻求新思维 2. 区域一体化的智慧——当东北亚邂逅西方 3. 塑造东亚身份认同——公共外交之路                                                                                               |
| 2015.4.3 东京                  | 挑战和机遇并存：迈进新时代                                     | 1. 面向和平合作的东北亚：为共同安全探索可行的三边对话机制 2. 学习与合作：三国教育交流和共同体意识 3. 三国产业合作竞争新机遇：聆听商界领袖对中日韩FTA及其他问题的意见                      |
| 2016.4.29 北京                 | 加强对话、深化交流：推进中日韩合作迈上新台阶                   | 1. 增进政治互信，维护地区和平稳定 2. 发挥经济互补优势，造福三国社会民生 3. 推进人文和媒体交流，增进理解和友谊                                                                             |
| 2017.4.18 首尔                 | 加强三国合作，应对新的挑战                                     | 1. 全球不确定性增加——重新审视三国合作的意义 2. 处于十字路口的国际经济——三国合作的机遇 3. 展望未来——三国青年的参与实践                                                                     |
| 2018.4.18 东京                 | 开启三国合作新篇章：十年回首，十年展望                         | 1. 加强沟通：共同绘就区域和平与繁荣之蓝图 2. 经济合作：助推三国合作机制化 3. 共创共享：推动面向未来的三国人文交流                                                                         |
| 2019.5.10 北京                 | 中日韩合作3.0：新愿景 新路径                                   | 1. 重塑三国合作愿景：增强互联互通 携手迈向未来 2. 打造三国经济合作新模式 3. 奏响三国文化、体育与旅游协奏曲                                                                                |
| 2021.4.27 首尔（线上线下结合） | 未来十年的中日韩新型伙伴关系——纪念中日韩合作秘书处成立十周年   | 1. 中日韩合作秘书处发展历程与未来三国合作 2. 商界论衡：疫情背景下的经济复苏之路 3. 赋能下一代：建设中日韩青年共同体                                                                       |
| 2022.6.14 首尔（线上线下结合） | 面向未来的三国合作——持久和平、普遍繁荣、共同文化               | 1. 共商共建：提升机制化水平、维护安全与和平 2. 共创共享：推动包容增长、促进普遍繁荣 3. 共育共融：拥抱共同文化、引领理性融合                                                               |

### 济州论坛分论坛
济州论坛是韩国济州特别自治道于2001年发起，在韩国外交部的支持下主办的年度项目。该论坛作为区域多边对话平台，一直发挥着分享亚洲地区可持续和平与繁荣愿景的平台作用。济州论坛下设60多个分论坛，提供诸多建立联系的机会。秘书处自2014年起开始连续在论坛期间举办分论坛，以促进三国各领域交流与合作。
| 时间                    | 分论坛 |
| 2014.5.30               | 1. 东北亚和解与一体化——过去，现在与未来 2. 构建低碳增长合作模式——中日韩城市间合作潜能 3. 为中日韩“三抛”青年寻找希望 |
| 2015.5.20-2015.5.22     | 1. 中日韩森林疗养合作——共同致力于人类身心健康 2. 超越交流屏障——中日韩三国通用的808个汉字                            |
| 2016.5.25               | 1. 三国观点：促进东北亚核安全合作” 2. 东北亚旅游新视野：通过三国合作增加入境游客                                    |
| 2017.6.2                | 1. 搭建互信桥梁·加强青年交流 2. 中日韩工业4.0，全球化世界领先的区域合作                                             |
| 2018.6.28               | 1. 点亮三国合作：跨越2020愿景 2. 中日韩经济合作助力成功的奥运会和残奥会                                             |
| 2019.5.29               | 中日韩在东亚地区和平中的桥梁作用——纪念中日韩合作20周年                                                              |
| 2020.11.6(线上线下结合) | 新冠疫情期间及后疫情时代的中日韩人类安全合作                                                                        |
| 2021.6.24(线上线下结合) | 中日韩合作：共享和平与繁荣                                                                                          |
| 2022.9.14               | 1. 青年与未来：拥抱中日韩共同文化，共创东北亚和平与合作 2. 中日韩合作：打造智慧与包容的老年友好型社会               |

### 中日韩三国记者交流活动
中日韩记者交流活动由中日韩合作秘书处于2014年发起，旨在为三国媒体合作搭建平台、为中日韩合作创造良好氛围。中日韩记者交流活动形式丰富，包括工作坊、研讨会、实地走访、联合采访等，至2021年共举办六届及一次疫情期间特别座谈，共有中日韩约100名记者参与。
| 时间                        | 地点                                         | 主题                             |
| 2014.3.24-2014.4.2 (10天)   | 中国：北京，天津 日本：东京，横滨 韩国：首尔 | 中日韩合作                       |
| 2015.4.15-2015.4.24 (10天)  | 中国：北京 日本：东京 韩国：首尔             | 中日韩合作                       |
| 2016.6.27-2016.7.6 (10 天)  | 中国：西安 日本：京都 韩国：庆州             | 三国古都的过去，现在和将来       |
| 2017.6.14-2017.6.23 (10 天) | 中国：深圳 日本：东京 韩国：首尔             | 中日韩与第四次工业革命           |
| 2018.6.13-2018.6.22 (10天)  | 中国：北京 日本：东京 韩国：首尔             | 三国在未来十年的合作             |
| 2019.6.12-2019.6.21 (10 天) | 中国：深圳 日本：东京 韩国：首尔             | 中日韩文化多元性和城市可持续发展 |
| 2021.6.21                   | 韩国首尔                                     | 中日韩媒体的新变化和新趋势       |
| 2022.7.31-2022.8.5 (6 天)   | 韩国首尔                                     | 解困式新闻：建设可持续未来       |

### 中日韩企业家论坛
中日韩企业家论坛（前身为中日韩三国工商界研讨交流会）是中日韩合作秘书处的年度活动，在三国轮流举办，旨在为中日韩的大中小型企业、创业者及商协会提供交流平台，分享信息和经验，并探索商务合作机会。自2013年举办首次交流会以来，该活动已经成功举办了八届，得到了中日韩工商界的广泛参与。
| 时间                       | 地点     | 主题                                                          |
| 中日韩三国工商界研讨交流会 |          |                                                               |
| 2013.1.17                  | 韩国首尔 | 纪念正式宣布启动中日韩自贸区谈判                              |
| 2014.1.16-2014.1.17        | 中国大连 | 互利共赢伙伴关系                                              |
| 2015.4.3                   | 日本东京 | 挑战与机遇——迈入新时代                                        |
| 2016.4.7                   | 韩国首尔 | 第四次中日韩自贸区研讨会暨工商界交流会活动                    |
| 2017.7.21                  | 中国青岛 | 中日韩加强三国供应链互联互通合作研讨会暨第5届工商界交流会活动 |
| 2018.7.3                   | 日本东京 | 发展中日韩跨境创业——公共及私营部门的角色                      |
| 中日韩企业家论坛           |          |                                                               |
| 2019.7.22                  | 韩国首尔 | 第四次工业革命和中日韩创新企业家的未来发展                    |
| 2021.6.10                  | 线上     | 商业创新助力积极老龄化社会:化挑战为机遇                       |
| 2022.8.30                  | 线上     | 共创未来：加强女性经济赋权，实现包容性和可持续增长            |

### 青年项目
中日韩青年交流网络
中日韩青年交流网络是秘书处的一项新倡议，旨在整合秘书处旗下多项品牌青年活动，包括青年大使项目、中日韩青年演讲比赛、中日韩青年峰会、中日韩企业家论坛等秘书处8个青少年项目，为三国青年交流、合作、就业创造空间、提供平台。秘书处期待通过该网络促进不同青年项目之间的协同效应，积极提升其在三国青年群体中的影响力。
中日韩青年峰会
自2014年开始的中日韩青年峰会是由中日韩三国外交部轮流共同主办，秘书处协办的学生交流项目。秘书处从2019年起单独举办该项目。旨在为具备新视野和新观点的中国、日本和韩国三国学生搭建交流平台，更好地增进三国青年在外交和国际事务领域的理解，并为深化和拓展三国合作积蓄青年力量。
青年大使项目
青年大使项目是中日韩合作秘书处于2013年发起的短期学生交流项目。该项目为期两周，为来自中国、日本和韩国的青年提供了进一步了解中日韩合作的机会，有助于增进作为未来领导者的三国青年们的友谊，培养他们的共同体意识。
中日韩青年演讲比赛
2022年2月26日，中日韩合作秘书处举办了主题为“中日韩共同文化、价值观及挑战”的第一届中日韩青年演讲比赛。本次演讲比赛是秘书处提升三国相互理解的新尝试，旨在通过鼓励中日韩青年学习对方语言，发挥东北亚共同文化的纽带作用，促进三国青年间的沟通和交流，共同传递三国间的正能量。
中日韩线上马拉松大赛
2022年5月19日，中日韩合作秘书处在首尔蚕室综合运动场辅助竞技场举办了首届“中日韩线上马拉松大赛”启动仪式。本届大赛于5月13日至29日期间举行。本次大赛是秘书处组织和推广的首个体育赛事，旨在通过跑步为中日韩民众搭起相互交流和了解的平台。
亚洲校园校友工作坊
秘书处以增进中日韩三国青少年之间的交流和相互理解为目标，与中日韩政府紧密合作，为亚洲校园计划提供支持。旨在通过务实有益的活动，为三国青年专家提供平台，为促进东北亚的区域合作和中日韩三国的社会发展作出贡献。

## 研究及出版物

### 中日韩数据港
该数据港是一个综合性数字门户，旨在方便公众获取三国合作各项机制和项目的具体数据，通过整编数据全面了解三国各自的发展趋势，并增进对三国合作重要性的理解。
链接: Trilateral Statistics (tcs-asia.org) （页面存档备份，存于）

### 《中日韩经济报告2011-2021》
《中日韩经济报告2011-2021》由中日韩六家著名智库联合编撰。回顾了过去10年中日韩之间经济合作的各项进展，并展示了三国在国家，地区和全球层面的共同努力。还为未来十年经济合作提供了思路，以期促进本地区的普遍繁荣。
（英文版）下载链接：PUB_1655080950.pdf (tcs-asia.org) （页面存档备份，存于）

### 《中日韩共用汉字词典》
《中日韩共用汉字词典》是以2014年东北亚名人会第九次会议发布的《中日韩共同常用八百汉字表》为基础出版的词典。该词典包括中国、日本和韩国常用的658个共同词汇及句子，经过三国专家组成的编撰委员会历时一年半的精心编写而成。秘书处于2018年8月成功出版了《中日韩共用汉字词典》的初版，并在首尔举行了出版仪式，同时在北京和京都也举办了宣传活动。词典的出版获得了大众的高度关心和支持，秘书处计划向相关机构赠送词典，并不断完善词典的内容。
下载链接：https://www.tcs-asia.org/data/etcData/PUB_ch_1585037726.pdf （页面存档备份，存于）

### 《发展中的中日韩合作：现实与展望》
该报告包含两个部分“中日韩合作十年进程（2010-2020）”是报告的主体部分，全面回顾2010年第三次中日韩领导人会议通过的《2020中日韩合作展望》设定的五大领域41个目标的落实情况。“对话中日韩民众”是报告的第二部分，邀请来自中日韩共6位知名学者、经济学家、新闻编辑和青年专家分享参与中日韩合作的亲身经历和对中日韩合作未来发展的期待。秘书处期望借此为公众提供了解三国合作全面图景的渠道，同时促进公众对中日韩合作重要性的认识。
下载链接： https://tcs-asia.org/data/etcData/PUB_ch_1654650255.pdf （页面存档备份，存于）

### 《中日韩合作进展报告》
《中日韩合作进展报告》涵盖三国合作各领域的主要进展，总结过去一年的合作成果。报告须经三国政府部门批准。
   2016年-2021年《中日韩合作进展报告》记录了这六年间每年的中日韩合作的成果，涵盖了政治、安全、经济、可持续发展、环境保护、社会与文化交流领域的合作进发展情况。
下载链接： https://tcs-asia.org/cn/data/publications.php?pNo=1&gubun=1 （页面存档备份，存于）

### 《中日韩三国统计手册》
《中日韩三国统计手册》共出版了中、日、韩、英四种语言版本。手册通过表格、图表和信息图，较全面展示了三国发展趋势及三国合作进展。
下载链接： https://tcs-asia.org/cn/data/publications.php?pNo=1&gubun=3 （页面存档备份，存于）

### 《中日韩地方城市交流》调查报告
2019年-2022年《中日韩地方城市交流》调查报告包含了中日韩三国在地方层面相关交流工作的整体发展和最新动向。旨在为三国地方交流相关人士提供中日韩地方交流工作的案例、方法论以及交流的最新进展。
下载链接： https://tcs-asia.org/cn/data/publications.php?pNo=1&gubun=4 （页面存档备份，存于）

### 《走进三国：中日韩手册》
2020年，秘书处出版了《走进三国：中日韩手册》第三次修订版（首次于2013年出版，并于2014年再版）。该手册有中、日、韩、英四种版本，旨在通过介绍包括衣食住行在内的三国传统文化和生活方式、三国的共同点以及各国的独特魅力，促进三国间的相互了解。
下载链接： https://tcs-asia.org/data/etcData/PUB_ch_1597285942.pdf （页面存档备份，存于）

### 《最佳实践案例集：中日韩先进减灾技术应用分享》
本案例集收录了中日韩三国减少灾害风险领域的14个优秀技术应用案例，分别介绍了相关实践经验教训、影响。挑战等。
   本案例集是为落实第五次和第六次中日韩灾害管理部长会议成果的跟踪项目，由秘书处发行，联合国减灾署东北亚地区办公室与全球教育和培训学院、中国国家减灾中心和日本亚洲减灾中心提供支持。
（英文版）下载链接： https://tcs-asia.org/data/etcData/PUB_1632720421.pdf （页面存档备份，存于）

### 《十年历程：中日韩合作秘书处纪念图册》
为纪念秘书处成立十周年，秘书处出版《十年历程：中日韩合作秘书处纪念图册》。本次的纪念图册共出版了三个种类的双语版本（中英、日英、韩英），介绍了秘书处过去十年来的努力和成果，涵盖了中日韩领导人会议、部长级磋商机制会议、政府间磋商以及政治、经济、社会与文化领域的合作项目，展现了秘书处良好风貌和中日韩合作积极进程。
下载链接： https://tcs-asia.org/data/etcData/PUB_ch_1618898173.pdf （页面存档备份，存于）